# Masahiro Hasemi
Masahiro Hasemi (japonsko 長谷見 昌弘), japonski dirkač Formule 1, * 13. november 1945, Tokio, Japonska.
Svojo kariero je začel v Japonski Formuli 2000, kjer je dirkal med sezonama 1974 in 1976, najboljša rezultata je osvojil v sezonah 1975 in 1976, ko je bil drugi v prvenstvu dirkačev. V sezoni 1976 je nastopil tudi na svoji edini dirki Formule 1 v karieri, domači in zadnji dirki sezone za Veliko nagrado Japonske, kjer je zasedel enajsto mesto. Nato je v sezoni 1980 dosegel svoj največji uspeh v karieri, naslov prvaka v Japonski Formuli 2. Med sezonama 1987 in 1991 je dirkal v prvenstvu Japonske Formule 3000, toda brez vidnejših uspehov. Med letoma 1987 in 1996 je štirikrat sodeloval na dirki 24 ur Le Mansa, kjer je kot najboljši rezultat dosegel peto mesto leta 1990. Po letu 1996 se je upokojil kot dirkač.

## Popolni rezultati Formule 1
(legenda) (odebeljene dirke pomenijo najboljši štartni položaj, poševne pa najhitrejši krog, †-uvrščen kljub odstopu)
| Leto | Moštvo             | Šasija       | Motor                    | 1   | 2   | 3    | 4   | 5   | 6   | 7   | 8   | 9  | 10  | 11  | 12  | 13  | 14  | 15  | 16     | Prv | Toč |
| ---- | ------------------ | ------------ | ------------------------ | --- | --- | ---- | --- | --- | --- | --- | --- | -- | --- | --- | --- | --- | --- | --- | ------ | --- | --- |
| 1976 | Kojima Engineering | Kojima KE007 | Ford Cosworth DFV 3.0 V8 | BRA | JAR | ZZDA | ŠPA | BEL | MON | ŠVE | FRA | VB | NEM | AVT | NIZ | ITA | KAN | ZDA | JAP 11 | -   | 0   |